# کریستوفر میسیلو
کریستوفر میسیلو (فرانسوی: Christopher Missilou‎؛ زادهٔ ۱۸ ژوئیهٔ ۱۹۹۲) بازیکن فوتبال اهل کنگو-فرانسه است.

## باشگاهی
از باشگاه‌هایی که در آن بازی کرده‌است می‌توان به باشگاه فوتبال استاد برستوا ۲۹ و باشگاه فوتبال اوسر اشاره کرد.

## تیم ملی
وی همچنین در تیم‌های ملی فوتبال زیر ۱۸ سال فرانسه و کنگو بازی کرده‌است.